# Klaus Wetzel (Jurist)
Klaus Wetzel (* 18. Juni 1921 in Oranienburg; † 2. Januar 1999 in Berlin) war ein deutscher Jurist.

## Leben
Wetzel besuchte Grundschule und Gymnasium in Berlin-Karlshorst und studierte nach dem Krieg Rechtswissenschaften bei Leo Raape an der Universität Hamburg. Nach dem 1. Staatsexamen 1949 in Hamburg und dem großen Staatsexamen 1953 in Berlin trat er 1953 als Gerichtsassessor in den Berliner Justizdienst ein. 1955 wurde er zum Landgerichtsrat, 1960 zum Kammergerichtsrat und hauptamtlichen Prüfer am Justizprüfungsamt Berlin berufen, dessen Leitung als Präsident er 1967 übernahm. 1972 wurde Wetzel als Richter an das Bundesverwaltungsgericht berufen, wo er bis zu seinem Ruhestand dem 2. Revisionssenat und gleichzeitig dem 2. Disziplinarsenat angehörte.